# Burlak

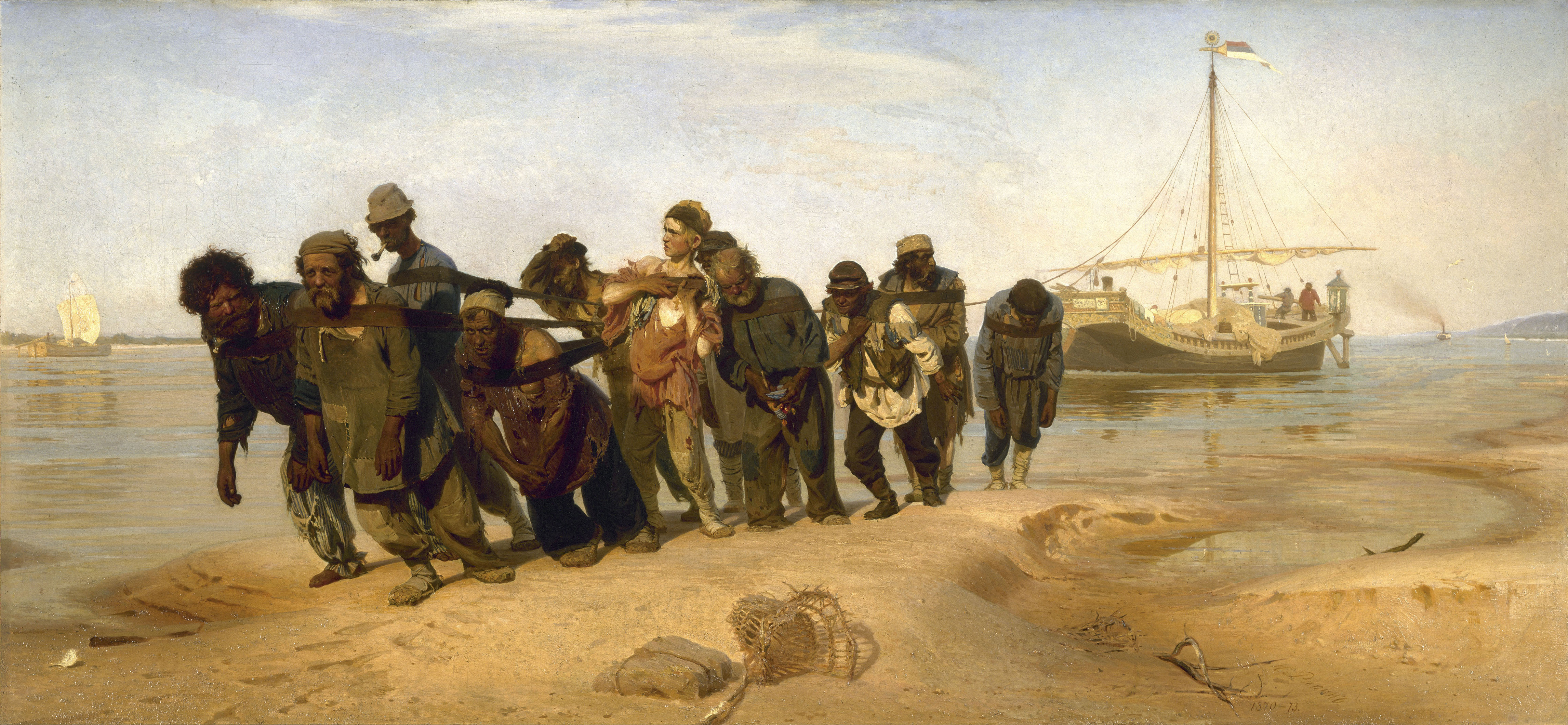
Slavný obraz Ilji Repina Burlaci na Volze

Burlak (též burlák) je označení pro člověka-tahače lodí nebo vorů proti proudu řeky v carském Rusku. Nejčastěji byli používáni na řece Volze. Objevili se na konci 16. století a v průběhu 17. století. Burlak byl nevolník, který šel a táhl (vláčel) po břehu za pomoci lana loď nebo vor proti proudu. Byla to sezónní práce, jarní a podzimní, kdy bylo v řece hodně vody, v zimě řeka zamrzala. Burlaci se spojovali do artělů (brigád). Práce burlaka byla nesmírně těžká a monotónní a k jejímu zániku došlo až na přelomu 19. a 20. století s nástupem průmyslové revoluce. Rychlost pohybu závisela na síle protivětru či příznivého větru vanoucího do zad. Při větru do zad byl pohyb rychlejší.
S ústupem vorů a plachetnic, jež byly nahrazeny parníky a železnicí, funkce burlaků zanikla.[zdroj?]

## Původ slova
Slovo burlak pochází z tatarského slova bujdak – tulák, pobuda. Podle jiného vysvětlení se tradovalo, že v té době[kdy?] žil bohatý volžský kupec Burlakov, který byl známý svou čestností a podle něho se mužici začali nazývat burlaci.
Burlaci nebyli vždy nazýváni burlaky, zpočátku se používal výraz „svoloč“ – podle slova vláčet (voločiť) –, který později nabyl výlučně hanlivého významu.

## Burlaci v kultuře

### Malířství
- Známým zpodobněním burlaků v umění je obraz Ilji Repina Burlaci na Volze.

### Hudba
- Aby burlaci vydrželi dřinu, pomáhali si písněmi. Proslavila se píseň „Ej uchněm“, která sloužila k tomu, aby burlaci zkoordinovali síly v nejtěžších chvílích: stávalo se, že se loď potopila když narazila na kámen, v tu chvíli použili burlaci statnou borovici, kterou přivázali k plavidlu a vytáhli ho s její pomocí.
- Píseň „Ej uchněm“ zaznamenal skladatel Milij Alexejevič Balakirev a publikoval ji v roce 1889 v Nižním Novgorodu v knize Sborník ruských národních lyrických písní N. M. Lopatina a V. P. Prokunina.[2] Zpočátku bylo zaznamenáno pouze první čtyřverší, další dvě byla přidána později. Píseň je známá v podání Alexandrovců, nazpíval ji ruský basbarytontenorista Fjodor Ivanovič Šaljapin a americký zpěvák Paul Robeson.
- Z českých interpretů, kteří zpívají o burlacích, lze jmenovat Vladimíra Mertu nebo skupiny Kabát a Vypsaná fiXa. Krátkou zmínku tomuto povolání věnoval v písni „Ignác“ také Karel Kryl, resp. Jan Spálený v písni „Už zrezly bezy“.